# 東邊街

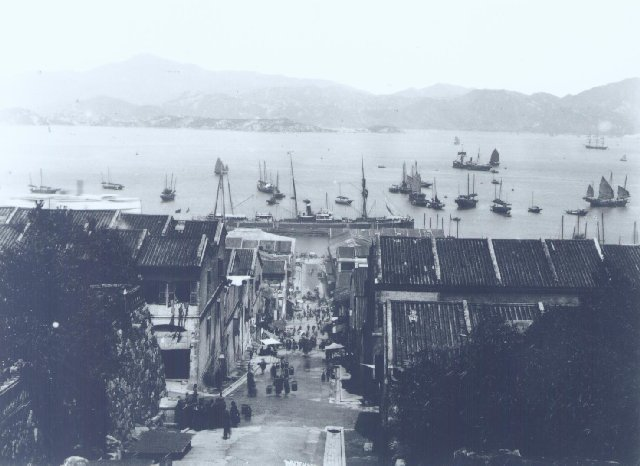
1890年的東邊街

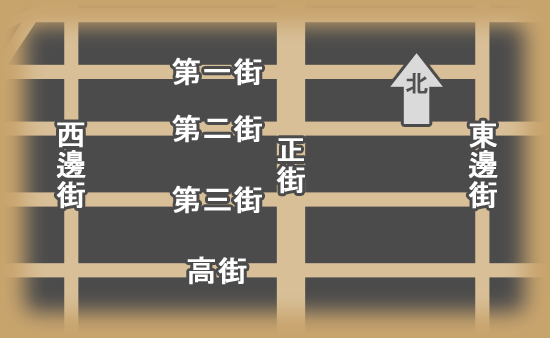
西營盤早期街道規劃

東邊街（英語：Eastern Street）是香港西營盤的一條單線行車的街道，可容小巴及私家車使用。它是一條山坡路，因長命斜而聞名，最高斜度為1:5。東邊街北為東邊街在西環填海區的北延部分，位於西區海底隧道香港島入口旁。
東邊街原稱新東街，以別於上環太平山街和荷李活道之間的東街。

## 路向
上段是香港佐治五世紀念公園西面，即是接長命斜的一段，以前經常有超重貨車，由高街下斜在此出致命交通意外。中段是由皇后大道西的小巴及私家車，可經此上斜到第二街、醫院道、第三街。近海的一段是平路，車由北面的德輔道西向南行駛出皇后大道西。
2012年7月18日，在發生三個月內第三宗車輛溜後意外後，警方為免再有逾十米長的車輛，違反規定「偷雞」闖入，於是派員即場抽驗車輛長度，而運輸及房屋局局長張炳良亦到場視察，表示會加建防撞欄外，亦考慮在路面鋪設防滑沙，至於是否完全禁止車輛駛入東邊街，則要考慮是否有其他道路代替。

## 意外事故

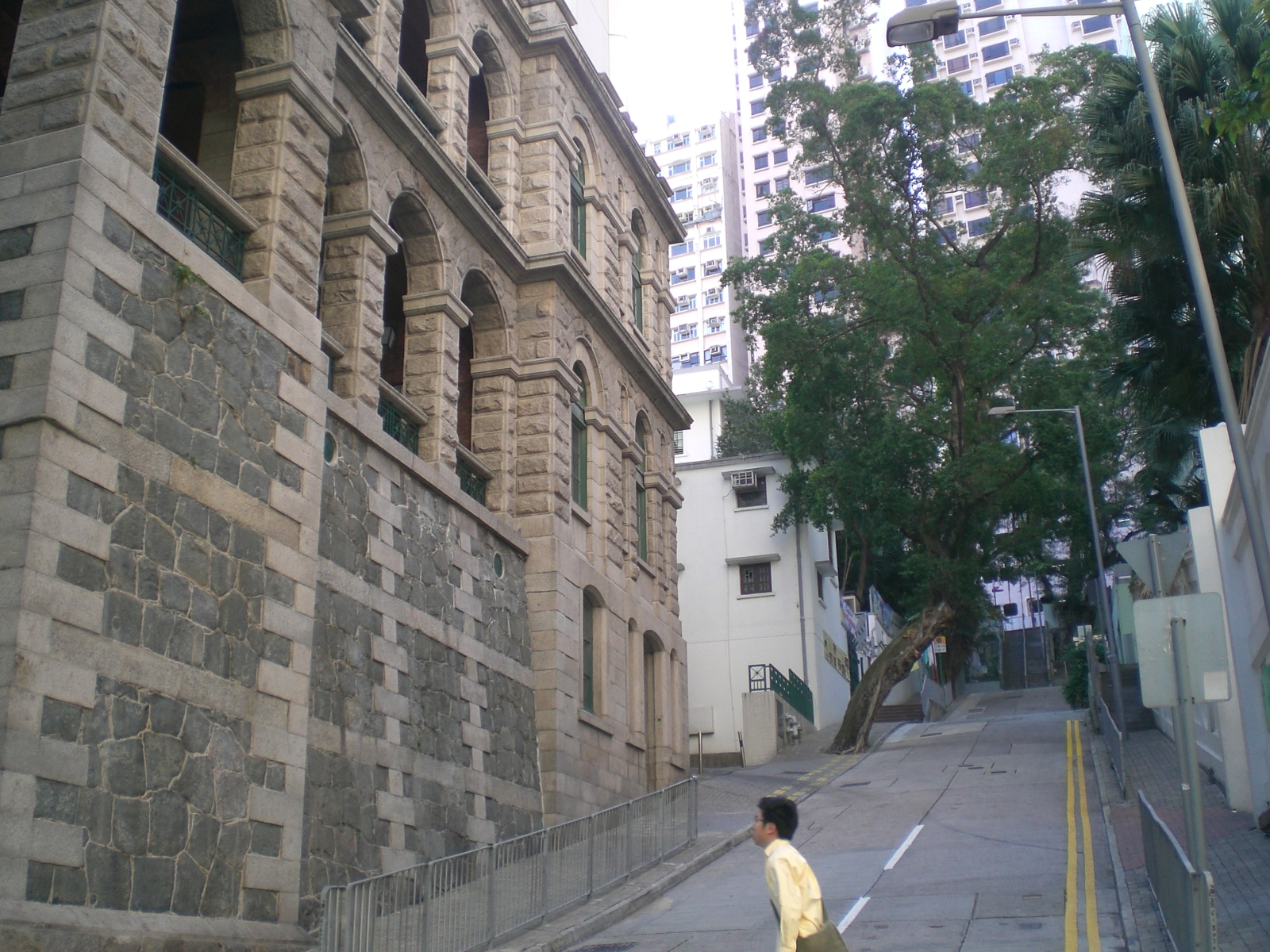
東邊街近西營盤社區綜合大樓
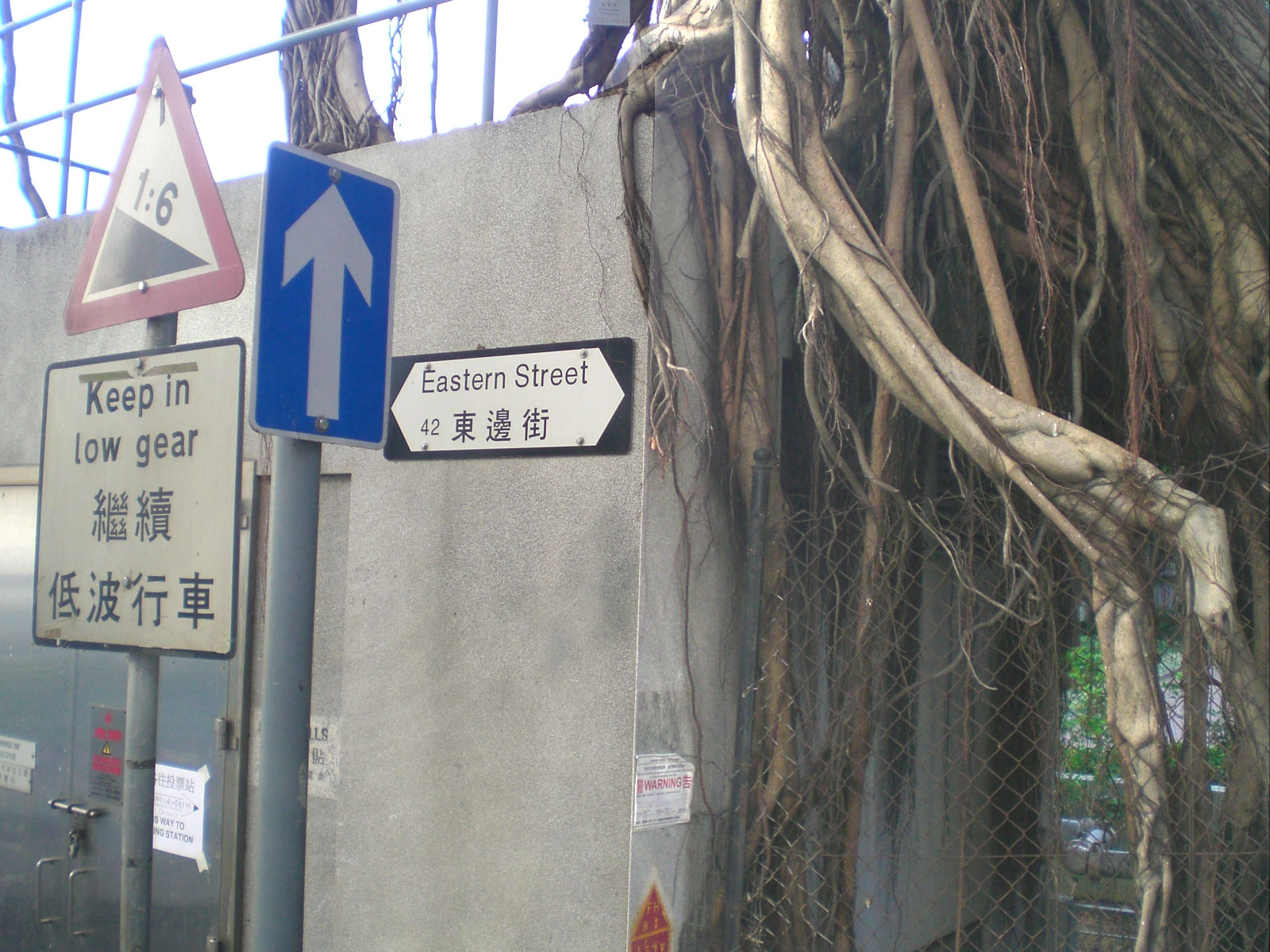
1984年8月24日，一輛運載竹枝的貨車準備在東邊街左轉入第二街時，突然失事俯衝溜前，連撞前面兩部私家車，並連人帶車撞入店舖內，私家車隨後爆炸着火，其中貨車司機、私家車司機及水果檔女檔主死亡，意外一共釀成三死九傷。
- 2008年11月29日，一輛運載兩支風煤樽的貨車在上斜時因前車減速而煞停，兩板風煤樽隨即飛出車斗滾落斜路，其中一支更因樽嘴被撞以致崩洩漏氣體，事件中無人受傷。[5]
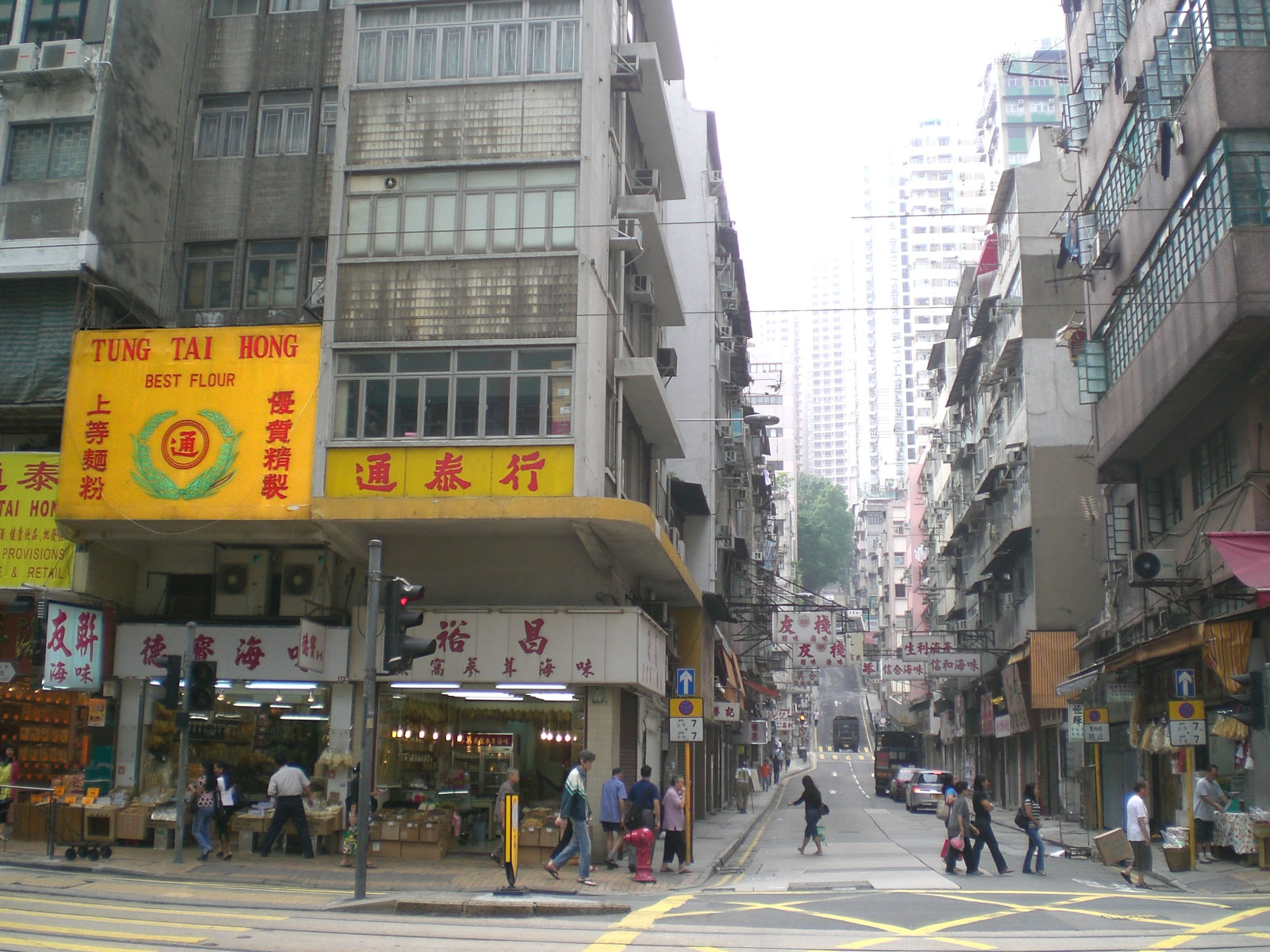
2012年4月10日，一輛5.5噸拖車在中午拖着同屬5.5噸但滿載貨物的吊臂車往第一街維修時，於東邊街上斜時馬力不足停下，司機脫開拖架準備更換拖車時，吊臂車溜後衝過皇后大道西撞入兩店舖內，兩男一女慘遭橫禍，其中八旬老婦被捲入車底，輾爆胸腹分屍慘死。司機涉危險駕駛導致他人死亡被捕。
- 2012年7月14日中午12時許，42歲姓黃司機駕駛菓菜店冷凍貨車沿東邊街上斜經第一街後，停車熄匙後落車。豈料他沒有拉緊手掣，貨車突然失控沿斜路溜後10多米遠，車尾鏟上行人路撞毀鐵欄，再狂撼餅店及旁邊麪家門口。餅店門外貨架及櫥窗玻璃破裂，麪家招牌亦被撞爛，幸未有殃及途人。[7]
- 2012年7月17日下午三時許，一輛沿東邊街上斜的貨車，懷疑故障停下，突然溜後大約三十米，當時司機仍在車上。貨車尾撞向東邊街和第一街交界的地舖，櫥窗損毀，無人受傷。出事之地舖，剛好正是 1984 年 8 月 24 日爆炸的同一舖位。[8]

## 註腳
1. ↑  . 中原地圖. 3月30日. [永久]
2. ↑  . Uwants.com. 3月30日  [2010-03-30]. （原始内容存档于2016-03-04）.
3. ↑  東邊街抽驗長車防偷雞 （页面存档备份，存于） 東方日報. 2012年7月19日.
4. ↑  八四年同路段慘劇三死 （页面存档备份，存于） 東方日報. 2012年4月11日.
5. ↑  風煤樽飛出車爆巨響漏氣 （页面存档备份，存于） 東方日報 2008年11月30日.
6. ↑  5.5噸巨車攞命斜溜後撞入舖 婦輾開兩截慘死 （页面存档备份，存于） 蘋果日報 (香港). 2012年04月11日.
7. ↑  東邊街貨車溜後撼兩舖 （页面存档备份，存于） 蘋果日報 (香港). 2012年07月15日.
8. ↑  東邊街再發生貨車溜後撞入舖 (港聞) [] 星島日報. 2012年7月17日.